# Əfqan Muxtarlı
Əfqan Muxtarlı (* 1974; international oft in der anglisierten Schreibweise Afgan Mukhtarli) ist ein aserbaidschanischer Journalist.

## Leben
Bekannt wurde Muxtarlı unter anderem durch seine Recherche über Korruption im aserbaidschanischen Verteidigungsministerium. Seit 2015 lebte er in Tiflis, der Hauptstadt Georgiens, im Exil, wo er am 29. Mai 2017 entführt und einen Tag später in Aserbaidschan verhaftet wurde. Trotz internationaler Proteste wurde Əfqan Muxtarlı am 12. Januar 2018 zu einer sechsjährigen Haftstrafe verurteilt.
Am 17. März 2020 wurde Muxtarlı freigelassen.

## Auszeichnungen
- September 2017: „EaP CSF Pavel Sheremet Journalism Award“[3]